# Niepokalanów

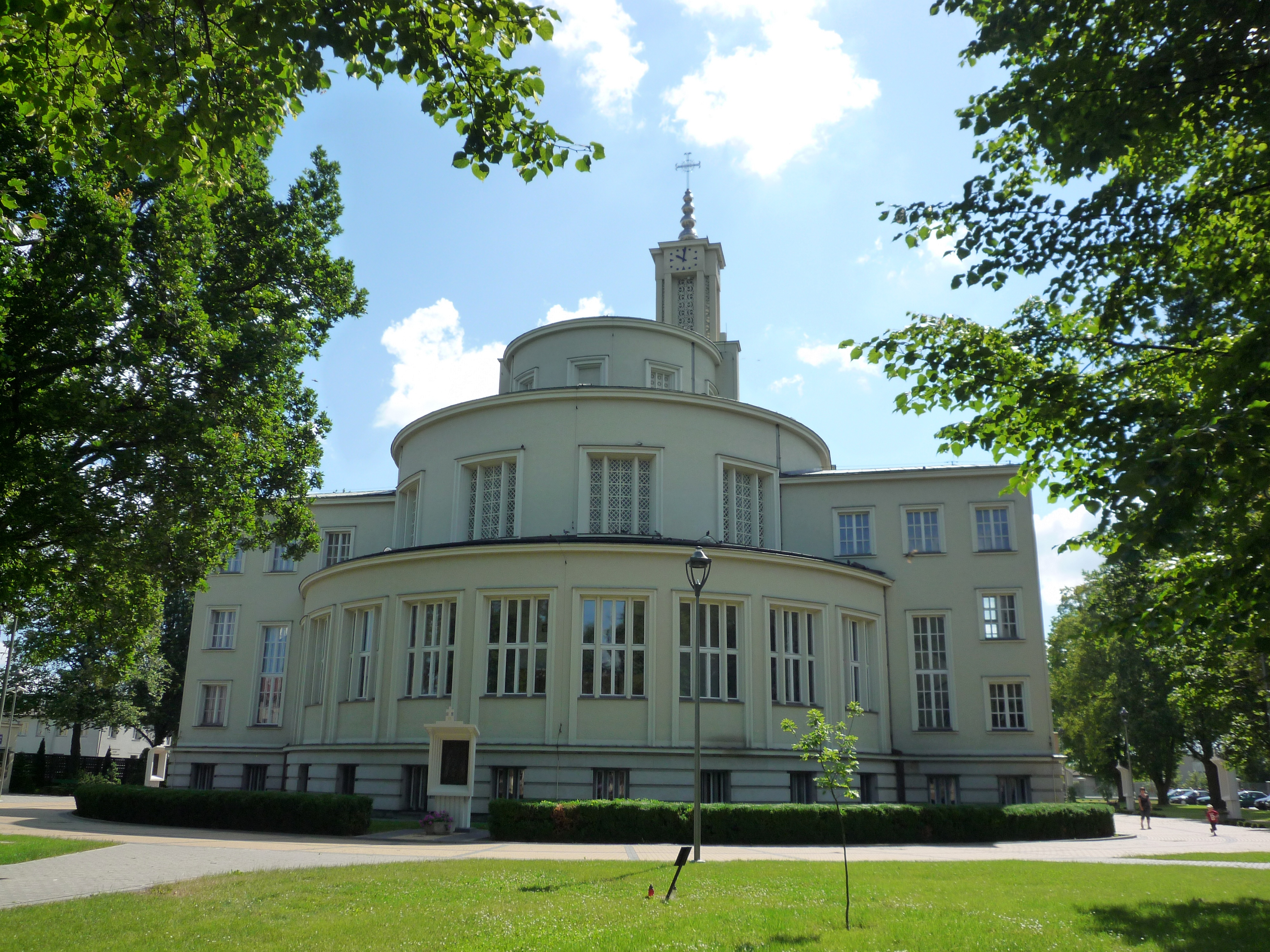
Vương cung thánh đường St Mary Vô nhiễm (Đền thờ Thánh Maximilian Kolbe) ở Niepokalanów

Tu viện Niepokalanów (còn gọi là Thành phố của Đức mẹ Vô nhiễm) là một cộng đồng tôn giáo Công giáo La Mã ở Teresin (42 km về phía tây từ Warsaw), Ba Lan được thành lập năm 1927 bởi Friar Minor Conventual Friar Maximilian Kolbe, người sau đó được phong thánh làm thánh tử đạo của Giáo hội Công giáo.

## Khởi đầu tu viện

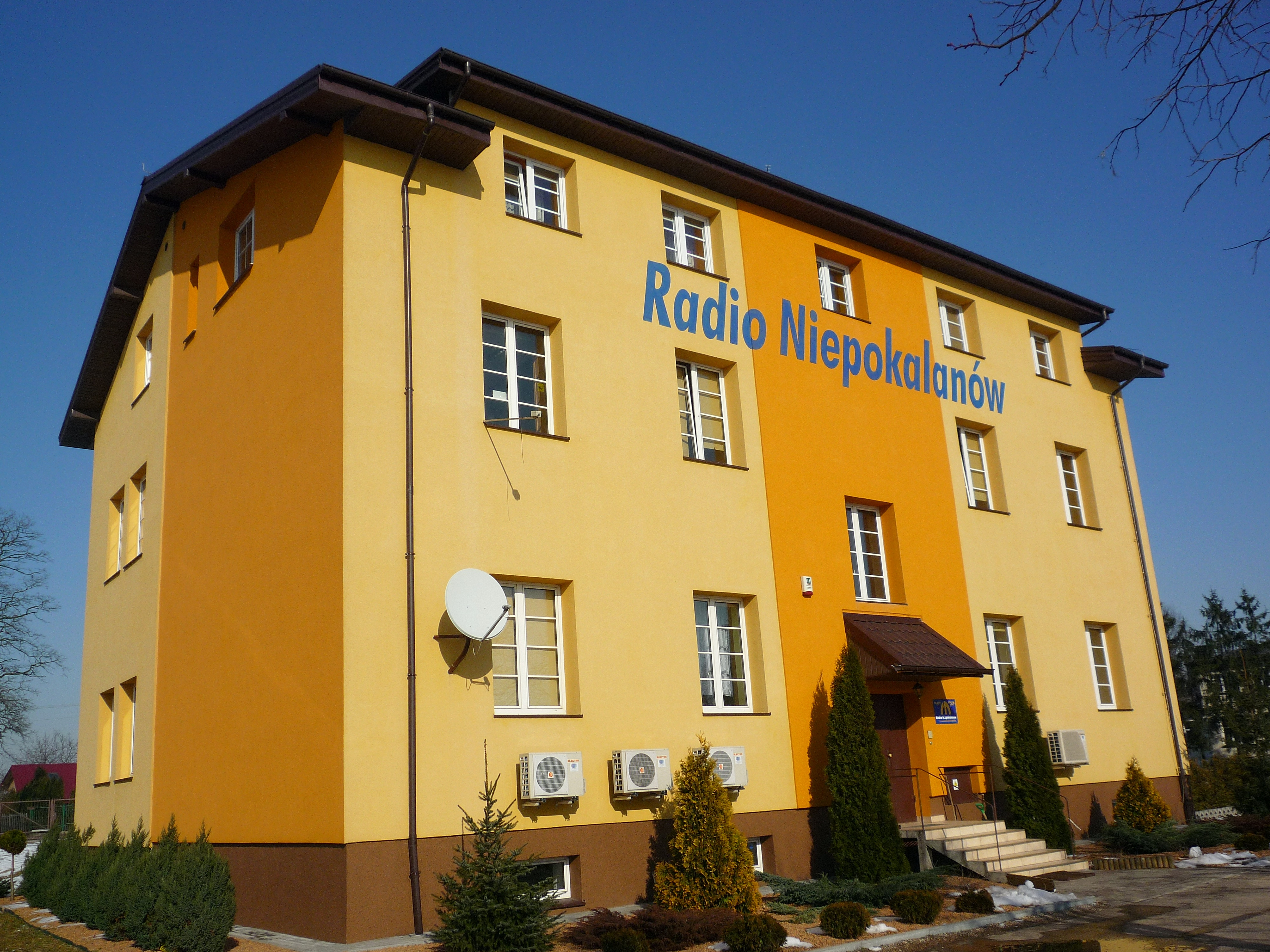
Đài phát thanh Niepokalanów

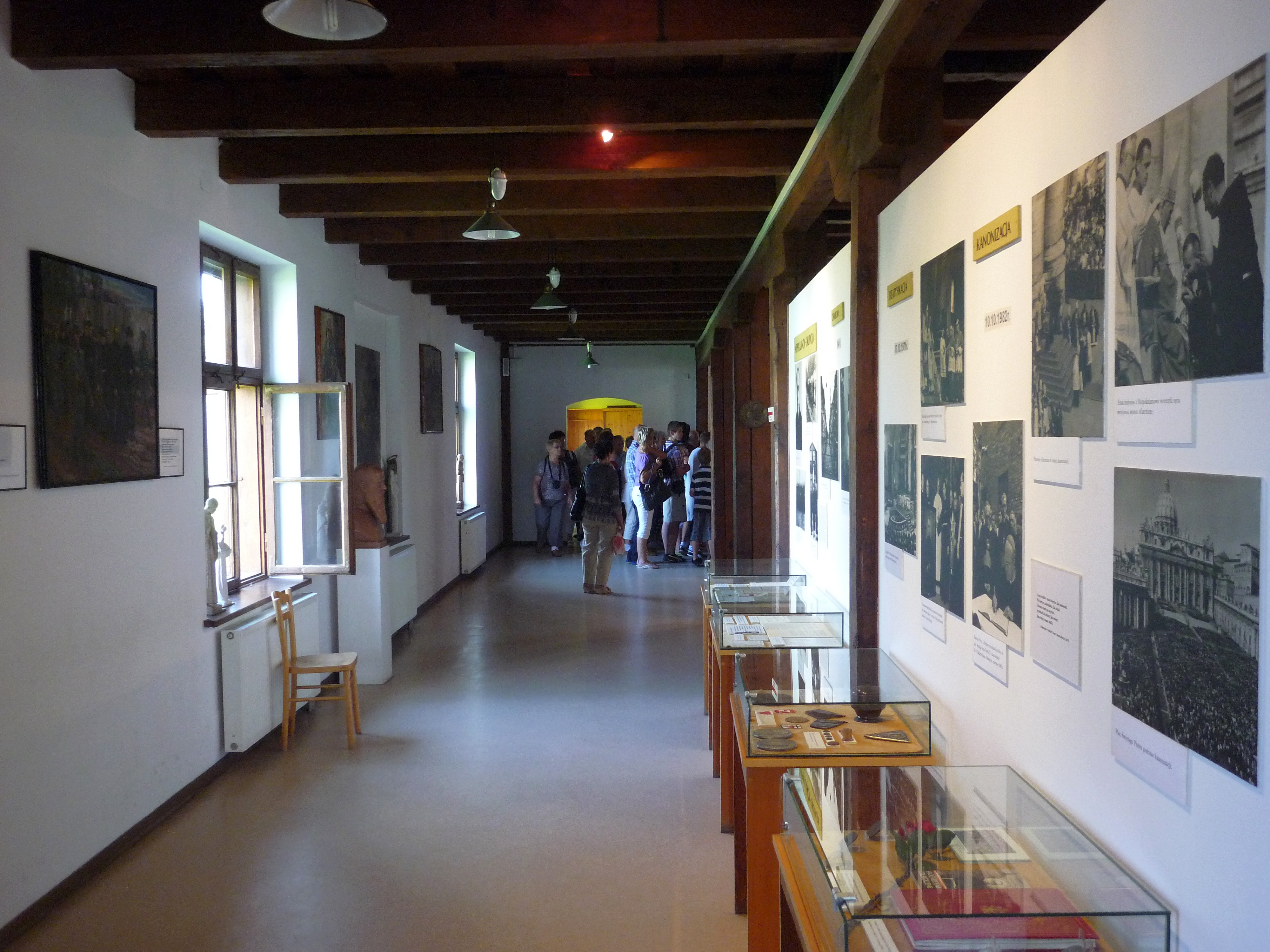
Nội thất của Bảo tàng St Maximilian

Năm 1927, Hoàng tử Jan Drucki-Lubecki đề nghị Fr. Maximilian Kolbe một vùng đất thuận tiện gần Warsaw để xây dựng một tu viện mới, sau này được gọi là Niepokalanów. Vào mùa thu cùng năm, doanh trại bằng gỗ đầu tiên được xây dựng và một cuộc thánh hiến của tu viện mới đã được diễn ra vào ngày 7 tháng 12 năm 1927.
Cơ sở phục vụ như một ngôi nhà cho thành viên Nữ tu sĩ, một chủng viện nhỏ và một đội cứu hỏa tình nguyện. Đây cũng là một trung tâm cho các hoạt động từ thiện và truyền giáo thông qua các chương trình phát thanh và phân phối tài liệu in. Năm 1930, Cha Kolbe đã thành lập một cộng đồng tương tự ở Nagasaki (Nhật Bản), được gọi là Mugenzai no Sono (Khu vườn của Vô nhiễm).
Sự phát triển nhanh chóng của Niepokalanów đòi hỏi ngày càng nhiều không gian hơn, vì vậy diện tích của tu viện đã được mở rộng 28 ha. Trước khi Chiến tranh thế giới thứ hai nổ ra, đây là tu viện lớn nhất thế giới, có tới 760 người. Một trong những tạp chí, Hiệp sĩ Vô nhiễm, đã chống lại sự thờ ơ tôn giáo và phát hành 750.000 bản mỗi tháng. Toàn bộ nhà xuất bản đã sử dụng khoảng 1600 tấn giấy mỗi năm cho khoảng 60 triệu bản.

## Thời chiến
Trong Chiến tranh thế giới thứ hai, tu viện đã cung cấp nơi trú ẩn cho nhiều binh sĩ, bị thương trong Chiến dịch tháng 9 và cả cho người tị nạn, bất kể quốc tịch hay tôn giáo của họ (ví dụ như khoảng 1.500 người tị nạn Do Thái từ phía tây Ba Lan). Cha Maximilian Kolbe, cùng với bốn người tu sĩ dòng Phanxicô, đã bị bắt bởi Gestapo và ông đã chết trong trại tập trung Auschwitz năm 1941. Vào cuối cuộc chiến (tháng 1 năm 1945) trong cuộc bắn phá dữ dội của Niepokalanów, sáu người đã bị giết, một số người khác bị thương và nhiều tòa nhà của tu viện đã bị phá hủy.
Thời điểm đó việc truyền giáo đã bị cấm (với một ngoại lệ duy nhất - số tháng 12 năm 1940 của tờ "Rycerz Niepokalanej", đã khơi dậy hy vọng sống sót trong thời gian đen tối của chiến tranh). Vì vậy, các giáo sĩ đã cố gắng giữ lời cầu nguyện chung và giúp đỡ cho các tù nhân và nhiều người tị nạn. 

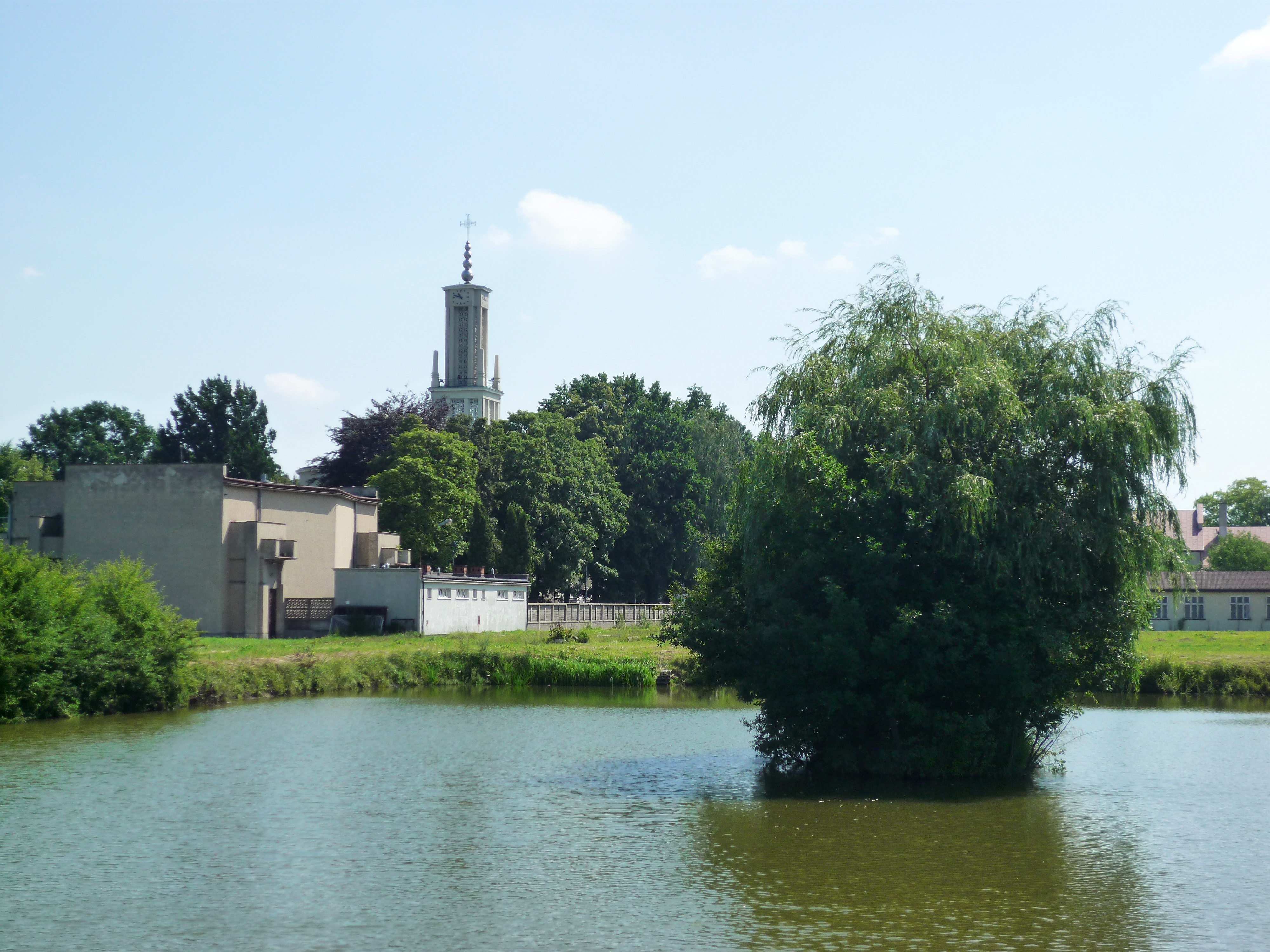
Hồ của tu viện

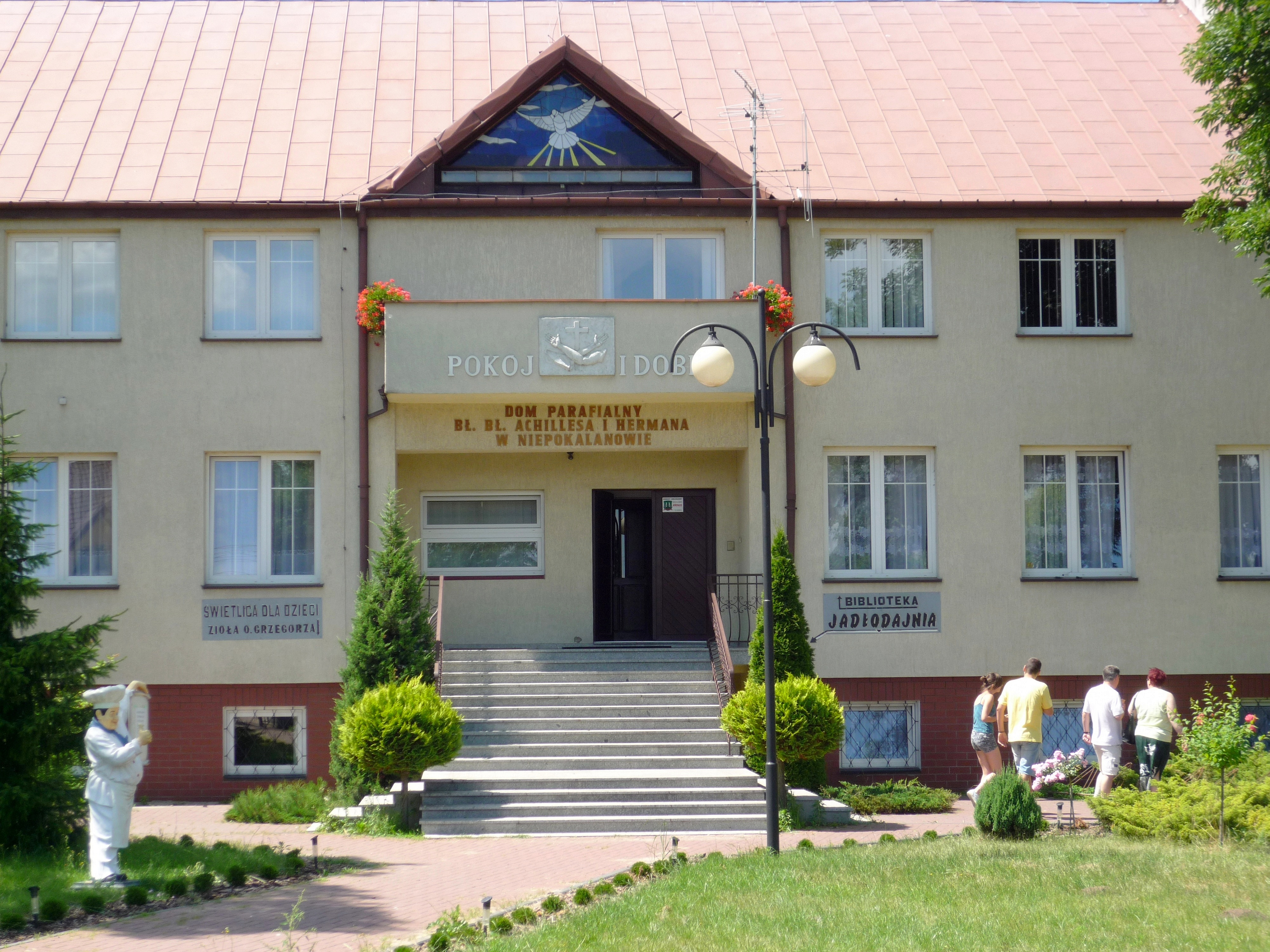
Nhà giáo xứ ở Niepokalanów

Có một xưởng cưa, mộc và sữa, một cửa hàng sửa chữa máy móc nông nghiệp, xe đạp, đồng hồ và nhiều mặt hàng khác. Các tu sĩ tự trồng thức ăn, họ có gia súc, nuôi tổ ong và nuôi gà. Các khóa học giảng dạy bí mật cũng được tổ chức và PCK (Hội Chữ thập đỏ Ba Lan) cũng hoạt động.

## Ngày nay. Những cuộc hành hương
Sau chiến tranh, nhà in ở Niepokalanów đã được mở cửa trở lại và tạp chí "Hiệp sĩ Vô nhiễm" được ban hành lại. Vào năm 1948-1954, xây dựng một nhà thờ mới, kể từ tháng 4 năm 1980 được gọi là tiểu cung. Vào tháng 6 năm 1950, theo sắc lệnh của Đức Hồng y Stefan Wyszynski, một giáo xứ mới ở Niepokalanów đã được thành lập (6500 tuần hoàn tín hữu). Nhà thờ và tu viện đã được Đức Giáo hoàng John Paul II đã viếng thăm trong Chuyến thăm Mục vụ lần thứ hai của ông tại Ba Lan, vào ngày 18 tháng 6 năm 1983.
Chuyến thăm của Giáo hoàng đã khiến Niepokalanów nổi tiếng không chỉ ở Ba Lan, mà còn ở nước ngoài. Giáo hoàng gọi tu viện là nơi anh hùng nơi thánh Maximilian sống và môi trường của Vô nhiễm. Nhiều người hành hương muốn đến thăm nơi linh thiêng này với các hoạt động của St Maximilian và cầu nguyện tại vương cung thánh đường địa phương.
Họ cũng có thể nhìn thấy Bảo tàng St Maximilian (được gọi là There was a Man), được thành lập vào năm 1998, và một nhà nguyện cũ bằng gỗ, một trong những tòa nhà đầu tiên ở đây, được xây dựng vào năm 1927 cho các tu sĩ và được xây dựng lại hai năm sau đó để tín hữu địa phương có thể tham dự các lễ kỷ niệm và tế lễ. Tu viện cũng trở thành nơi tổ chức nhiều cuộc họp tôn giáo.

## Thư viện ảnh nhỏ

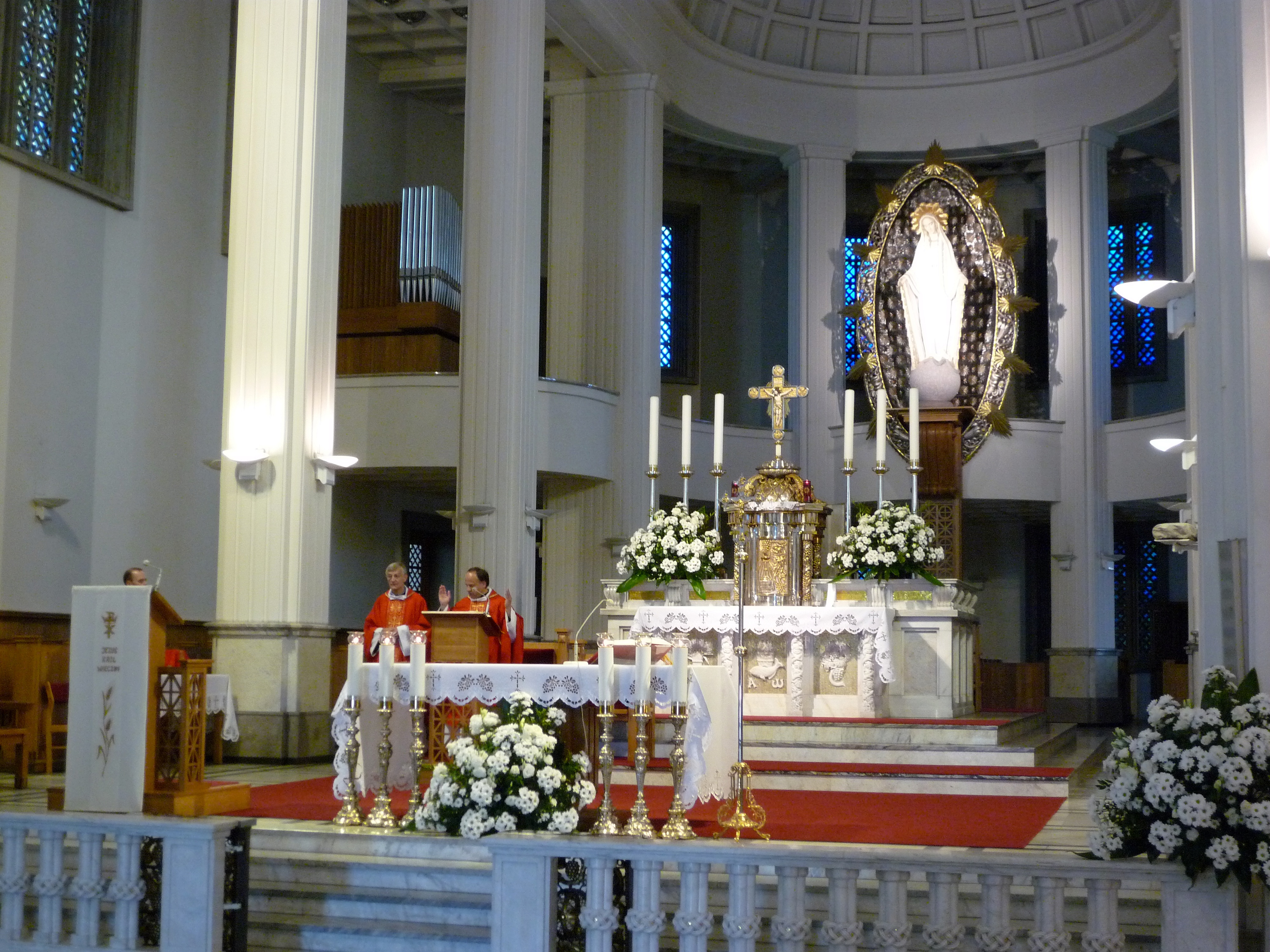
Niepokalanów, bàn thờ chính ở vương cung thánh đường
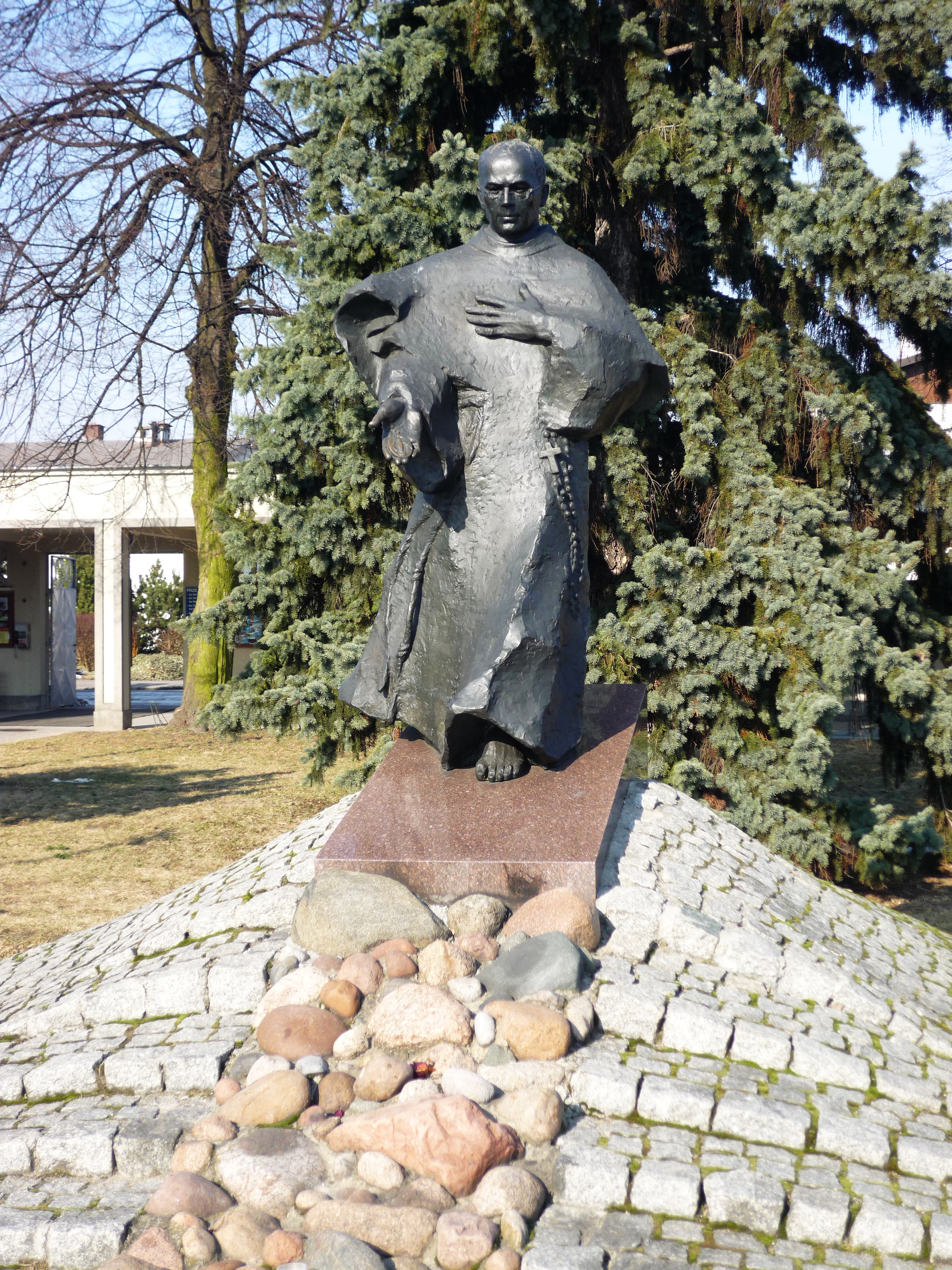
Tượng đài của thánh Maximilian Kolbe
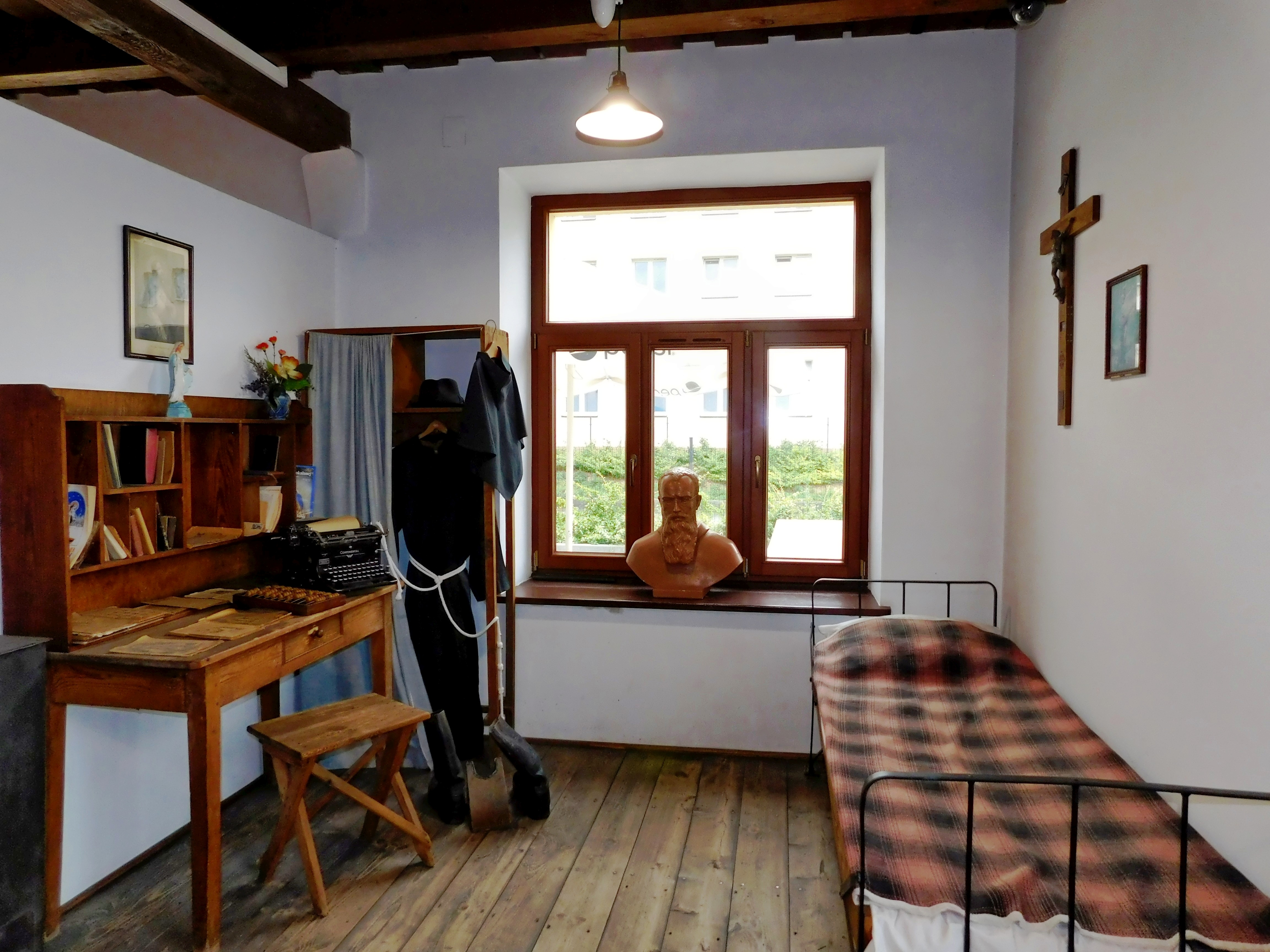
Phòng của St Maximilian (bản sao trong bảo tàng)
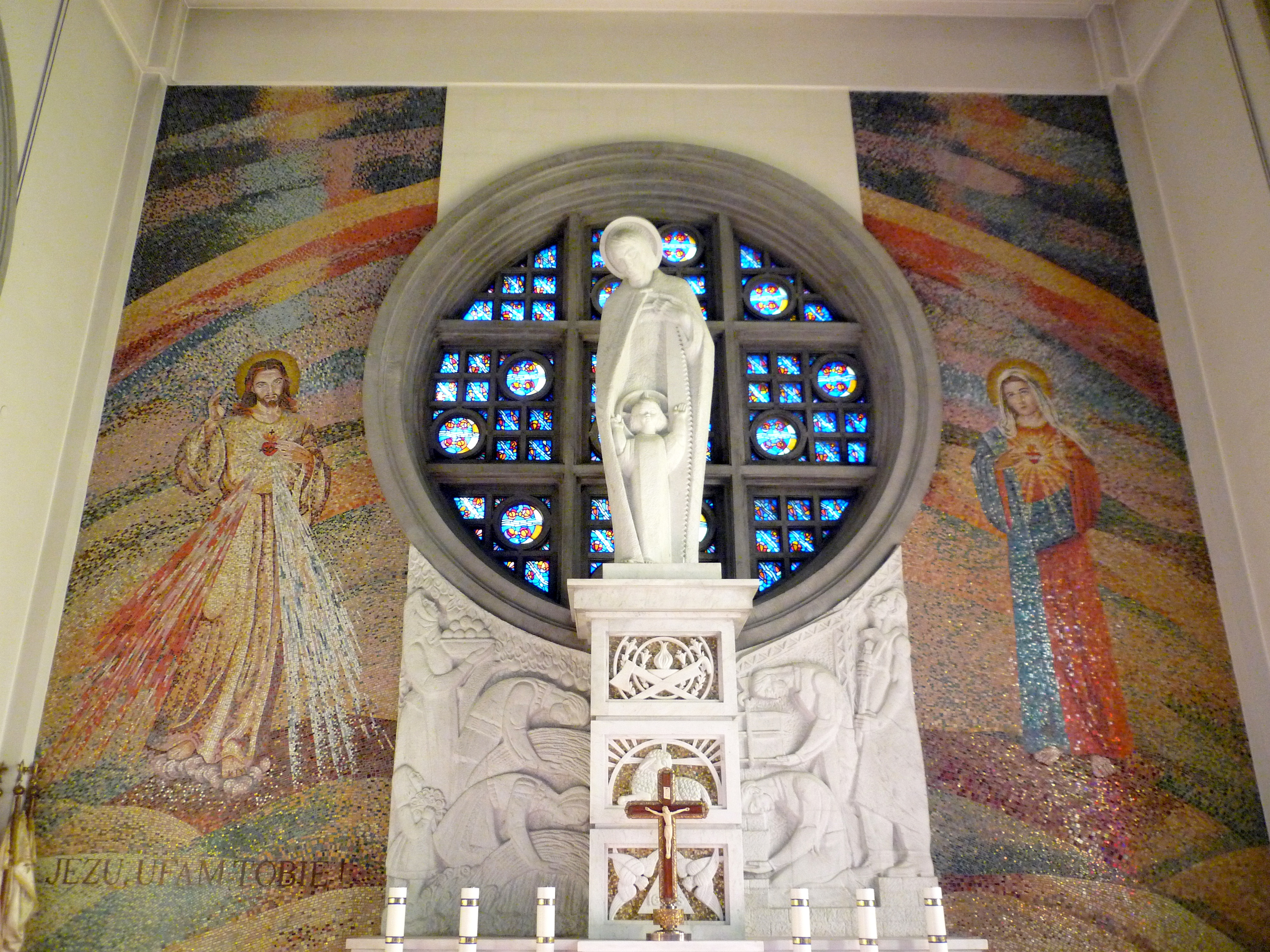
Basilica - khảm mới trong nhà nguyện phía Nam